# Sledge Hammer!
Sledge Hammer! (conocida en España como El sorprendente Hammer,  en Argentina como Martillo Hammer y en Ecuador como Qué bestia!) fue una sitcom satírica estadounidense que estuvo al aire durante dos temporadas en la cadena ABC, desde 1986 hasta 1988. La serie fue creada por Alan Spencer y la estelarizó David Rasche en el papel del inspector Sledge Hammer, una parodia del típico policía que bordea el límite de lo legal, y cuyo nombre es una obvia referencia a Mike Hammer. Pese a su corta estadía en el aire, la serie ganó un número de fanáticos que lo transformó en un programa de culto. Los seguidores del programa son conocidos como "Hammerheads".

## Orígenes
Inspirado en la violencia explícita del uso de la fuerza policial por parte de Harry el Sucio, protagonizado por Clint Eastwood, el adolescente Alan Spencer imaginó a un policía que fuese incluso más exagerado, al punto del absurdo. A los dieciséis años, Spencer escribió un guion basado en esta idea. Tanto el guion como el personaje principal fueron llamados "Sledge Hammer".
Spencer, quien a su joven edad había escrito para varios comediantes, tales como Rodney Dangerfield, y shows de televisión, no pudo vender el guion sino hasta mediados de los años 1980 cuando, luego del estreno de la cuarta película de Harry el Sucio y con el alto nivel de popularidad alcanzado por la serie satírica Police Squad!, aumentó el nivel de demanda de este tipo de series. Cuando HBO consultó con Leonard B. Stern, el creador del Superagente 86, acerca de una serie de estas características, él recomendó la idea de Sledge Hammer!.
Spencer rápidamente trabajó en su libreto para adaptarlo a un formato de media hora. Los ejecutivos de HBO no estaban del todo conformes, y sugirieron algunos cambios que Spencer no aceptó de ninguna manera, como por ejemplo el casting de Joe Piscopo en el rol principal.
Sorpresivamente, ABC accedió a darle una oportunidad a un guion tan poco ortodoxo. Insistieron, eso sí, en bajar el nivel de violencia y en agregar algunos otros detalles, pero la opción principal de Spencer para el personaje principal, el respetado actor clásico David Rasche, se mantuvo. Sledge Hammer! ingresó en las planillas de ABC en 1986.
Fortuitamente, el episodio piloto se terminó justo cuando la canción de Peter Gabriel del mismo nombre alcanzaba una alta popularidad, por lo que esta fue utilizada en la publicidad de la serie.

## Historia y personajes
El inspector Sledge Hammer del departamento de policía de San Francisco es un detective violento, cruel e insensible, pero entrañable a pesar de todo. Su mejor amigo es su revólver .44 Magnum (un Smith & Wesson Modelo 629) plateado, que lleva el dibujo de una mandarria  en su empuñadura blanca. Su relación con el revólver es tan particular, que duerme a su lado, se baña e incluso le habla. Hammer cree en disparar primero y preguntar después. Su momento más memorable en el episodio piloto es cuando explota todo un edificio con un lanzacohetes para poder eliminar a un francotirador apostado en el techo.
Pese a pretender ser quisquilloso con las leyes de ley y orden, Hammer es más bien laxo cuando de regulaciones policíacas se trata. Suele disfrutar torturando criminales, a quienes frecuentemente se refiere como "mutantes con muerte cerebral" o "cretinos come-yogur". Frecuentemente es suspendido, y su foja suele tener que ser transportada en una carretilla.
Hammer maneja un Dodge Aspen verde lima golpeado y baleado, con un sticker que dice "I ♥ VIOLENCE" (yo amo la violencia). Además, son de su agrado las chaquetas deportivas baratas, las corbatas llamativas y los anteojos negros. Está divorciado, y suele hacer bromas a expensas de su exmujer (quien de hecho aparece en el episodio final)
Pese a su irresponsabilidad e incompetencia, suele lograr el cometido signado en un principio, generalmente a través de pura suerte. Su lema es (irónicamente): "Confía en mí. Sé exactamente lo que hago" (que suele ser previo a algún tipo de desastre).
También suele utilizar la expresión "No me confundas", como respuesta a cualquier comentario que ponga en cuestionamiento a su ridículo y unidimensional mundo.
La compañera de Hammer es la bella detective Dori Doreau (protagonizada por Anne-Marie Martin), que es competente, sensible, inteligente y sofisticada (justamente todo lo que Sledge no es). Doreau es usualmente ofendida por el lamentable comportamiento de Hammer y su actitud obcecada, pero ella parece ver ciertas cualidades que lo redimen pese a su grotesco exterior (inclusive, al final de la segunda temporada aparentemente ella empieza a desarrollar sentimientos por él). El machismo rampante de Hammer es un gag continuo en los diálogos con Doreau:

Doreau: ¿Qué, acaso piensas que todas las mujeres deberían estar descalzas y embarazadas?
Hammer: No, aliento que utilicen zapatos.

El aproximamiento a la ley compasivo y cauto de Dureau es un contrapunto crucial a la búsqueda irracional y nihilista de Hammer. Sin embargo, es una dura y ágil oficial, con conocimientos de karate y gran puntería, que suele sacar a Hammer de los extraordinarios predicamentos en los que él mismo se incumbe.
Hammer y Doreau son supervisados por el traga Pepto-Bismol y estresado Capitán Trunk, quien se pasa la mayor parte de su tiempo gritándole a Hammer por su incompetencia, o quejándose por la migraña que lo aqueja debido a las tropelías de Hammer. Si es que le tiene algún respeto o cariño, lo esconde muy bien. En un episodio, Hammer está a punto de morir de envenenamiento, pero a último momento Trunk aparece con el antídoto. Cuando Sledge le pregunta de qué manera puede pagarle ese favor, Trunk le responde: "No tomes el antídoto". En otro episodio, Hammer está intentando desactivar una bomba y esto es transmitido por TV; mientras que se ve a la gente decir: "Vamos, Hammer, vamos!!", el capitán repite: "Vamos, bomba, vamos!!", aunque luego se une a los demás a regañadientes.

## El humor de Sledge
Mucho del humor en Sledge Hammer! está basado en la forma simplista y unidimensional de ver las cosas de Sledge, y las desafortunadas consecuencias que esto acarrea. Hammer es como un tornado humano, devastando todo y a todos a su paso. Fuertemente patriota, xenófobo; es un republicano registrado y un defensor de la guerra. Generalmente culpa al feminismo, al control de armas y a la música de rock de muchos de los problemas del mundo. Si no fuera por sus boberías y, en definitiva, por su carisma, sería el mejor ejemplo de ciudadano estadounidense agresivo. Un ejemplo de dicho humor:

Sledge Hammer: Señorita, me encontraba en ese negocio cuando entraron dos hampones y nos amenazaron con escopetas. En ese momento, desenfundé mi Magnum y los maté. Después compré unos huevos, algo de leche y algunas salchichas para coktail.

Reportera: Inspector Hammer, ¿lo que hizo en la tienda era absolutamente necesario?
Sledge Hammer: ¡Ah, sí! Ya no tenía provisiones.

La comedia física es otro elemento importante en el show. Sledge está constantemente lastimando al capitán Trunk (ya sea con un taco de billar, pillando sus dedos con un ataúd, etc). Otra broma recurrente es el descuidado nivel de conducción de Sledge, continuamente golpeando autos frontal y posteriormente con su Dodge.
Sledge Hammer! también cuenta con una buena cantidad de humor autorreferente y basado en la cultura pop. Por ejemplo, en el episodio final de la primera temporada, el capitán Trunk le dice a un criminal arrestado "¡Tu show se canceló!" y Sledge responde: "¿Quién, yo?", una referencia obvia a los planes inestables del show para una segunda temporada. En otro episodio, Hammer le dice a un sospechoso "Cada vez que respires, cada movimiento que hagas, te estaré vigilando. ¡Así habla la policía!", aludiendo a la canción de 1983 "Every Breath You Take" del grupo The Police.
Existen numerosas referencias a otros shows populares de aquella época, generalmente de forma despectiva, tales como ALF, El Show de Bill Cosby, Matlock, Luz de luna, etc. También hay alusiones a filmes de la época, como RoboCop, Flashdance y Cocodrilo Dundee, y a grandes clásicos como Casablanca.

## Introducción y cortina musical
La introducción del programa nos muestra fotos e imágenes sensuales de la Magnum.44 de Sledge, descansando en una almohada de raso. También, sonando de fondo, la memorable música compuesta por Danny Elfman. Es allí cuando aparece Sledge, y gira el revólver como un vaquero de antaño, mientras dice su latiguillo ("Confía en mí, sé exactamente lo que hago"), para luego disparar a la pantalla, rompiéndola. La versión original lo tenía a Sledge disparando directamente al televidente, pero los ejecutivos creyeron que podía ser muy violento para los espectadores, al punto de demandar a la cadena por posibles ataques cardíacos. Por ende, Hammer aparece disparando ligeramente en ángulo.

## Índices de audiencia y segunda temporada
Pese a la crítica positiva y a la leal base de fanes, Sledge Hammer! la pasó mal en los índices de audiencia.
Esto se dio así porque fue emitido los viernes a las 21Hs., compitiendo con Dallas de la CBS y Miami Vice de la NBC, dos de los shows más populares de la época. Una muestra de la competencia planteada fue durante el episodio "Hammer gets nailed", durante el cual, tras haber visto en un bar un informe televisivo sobre su desempeño en las calles, Hammer le dispara al televisor luego de escuchar al locutor decir "Ahora continuamos con Miami Vice".
En la versión de DVD de los comentarios, Spencer remarca que la única serie que tenía índices de audiencia más bajos que Hammer era el Show de Tracy Ullman, cosa que se aplica sólo a la segunda temporada.
En realidad, Sledge Hammer! atraía semanalmente a diecinueve millones de personas que seguían el show religiosamente pese a sus cambios constantes en el horario.
Como la ABC tenía la intención de cancelar la serie, el último episodio de la primera temporada termina con Hammer accidentalmente destruyendo la ciudad mientras intenta desarmar una ojiva nuclear. La última escena muestra las ruinas de la ciudad mientras la voz de Trunk resuena gritando: "HAMEEEEEEEEEEEEEER!". Este episodio tuvo un índice de audiencia mucho más alto de lo esperado, en parte debido a que la cadena movió la serie a un horario mejor.
ABC entonces modificó su idea inicial y renovó contrato por una temporada más.
El primer episodio de la segunda temporada explicó que ese, y el resto de la misma, transcurrían cinco años previamente a la explosión. Bill Bixby (de la serie El increíble Hulk) dirigió en varias oportunidades. Doreau es la compañera de Sledge, en lo que fue una notable (e inexplicada) incoherencia del guion, ya que ambos se conocen recién en el episodio piloto, y la segunda temporada transcurre cinco años antes. Esto se supone que es una parodia a los finales de serie (un ejemplo notorio es el primer episodio de la serie Dallas en la que se revela que la temporada anterior había sido un sueño). En los momentos finales del episodio final, Sledge le pide a Dureau que se case con él, pero momentos después se retracta diciendo que fue un chiste. El televidente es quien finalmente debe imaginarse qué es lo que sucede después.
La segunda temporada sufrió otro indeseable cambio de horario, un presupuesto reducido y un estándar de filmación menor. No se renovó para otra temporada más.

## DVD
La primera temporada de Sledge Hammer! se lanzó en DVD en el año 2004. Las risas con las que la cadena había insistido tanto no están presentes. El DVD también incluye una versión de varios minutos más larga que el episodio piloto, y contiene también un final diferente y una música distinta.
Supuestamente, ocurrió un terremoto mientras Alan Spencer grababa el comentario para uno de los DVD, incluyendo este contratiempo en el DVD, y dejando a los televidentes preguntándose si realmente había ocurrido o no. La segunda temporada se lanzó en DVD el 12 de abril de 2005; el comentario del episodio final terminó con Spencer, nuevamente, presa de un aparente terremoto.

## Apariciones invitadas
Varias figuras notables hicieron apariciones en Sledge Hammer!:
| - Adam Ant (en "Icebreaker") - Bill Bixby (en "Hammer Hits the Rock", también dirigió varios episodios) - John Densmore (en "State of Sledge") - Norman Fell (en "They Call Me Mr. Trunk") - Brion James (en "If I Had a Little Hammer" and "Model Dearest") - Davy Jones (en "Sledge, Rattle & Roll") - Robin Leach (en "The Spa Who Loved Me") - David Leisure (en "Hammer Hits the Rock" & "Magnum Farce") | - Richard Moll (en "Hammeroid") - Armin Shimerman (en "Hammeroid") - Alan Spencer (creador del show, apareció como extra) - Don Stark (en "Under the Gun" y "Sledgepoo") - John Vernon (en "Under the Gun" - parodiando su rol en Harry el Sucio) - Ray Walston (en "Big Nazi on Campus") - Mary Woronov (en "The Spa Who Loved Me") - Bernie Kopell (en el papel del "vampiro" Vincent Lagarski) |

## Lista de episodios

### Primera temporada (1986-1987)
| Número | Título                          | Fecha de emisión         | Guionistas                                          | Director        |
| ------ | ------------------------------- | ------------------------ | --------------------------------------------------- | --------------- |
| 1      | Under the Gun (Pilot)           | 23 de septiembre de 1986 | Alan Spencer                                        | Martha Coolidge |
| 2      | Hammer Gets Nailed              | 26 de septiembre de 1986 | Michael Reiss & Al Jean                             | Chuck Braverman |
| 3      | Witless                         | 3 de octubre de 1986     | Alan Spencer                                        | Jackie Cooper   |
| 4      | They Shoot Hammers, Don't They? | 17 de octubre de 1986    | D.Ayers, S.Sebastian, M. Rich, B.Pollack,A. Spencer | David Wechter   |
| 5      | Dori Day Afternoon              | 24 de octubre de 1986    | Mert Rich & Brian Pollack                           | James Sheldom   |
| 6      | To Sledge, with Love            | 31 de octubre de 1986    | Jim Fisher & JIm Staahl                             | David Wechter   |
| 7      | All Shook Up                    | 6 de noviembre de 1986   | Alan Spencer                                        | Jackie Cooper   |
| 8      | Over My Dead Bodyguard          | 13 de noviembre de 1986  | Michael Reiss & Al Jean                             | Charles Dublin  |
| 9      | Magnum Farce                    | 22 de noviembre de 1986  | Jim Fisher & Jim Staahl                             | Chuck Braverman |
| 10     | If I Had a Little Hammer        | 29 de noviembre de 1986  | Deborah Raznick & Daniel Benton                     | Kim Manners     |
| 11     | To Live and Die on TV           | 13 de diciembre de 1986  | Mert Rich & Brian Pollack                           | Daniel Attias   |
| 12     | Miss of the Spider Woman        | 20 de diciembre de 1986  | Michael Reiss & Al Jean                             | Chuck Braverman |
| 13     | The Old Man and the Sledge      | 3 de enero de 1987       | Mert Rich & Brian Pollack                           | Chuck Braverman |
| 14     | State of Sledge                 | 10 de enero de 1987      | Al Jean & Michael Reiss                             | Daniel Attias   |
| 15     | Haven't Gun, Will Travel        | 17 de enero de 1987      | Gerald Gardner                                      | David Wechter   |
| 16     | The Color of Hammer             | 24 de enero de 1987      | Mert Rich & Brian Pollack                           | Bruce Bilson    |
| 17     | Brother, Can You Spare a Crime? | 31 de enero de 1987      | Gerald Gardner                                      | Chuck Braverman |
| 18     | Desperately Seeking Dori        | 7 de febrero de 1987     | Michael Reiss & Al Jean                             | Bob Sweeny      |
| 19     | Sledgepoo                       | 14 de febrero de 1987    | Alan Mandel                                         | Tomas Schlamme  |
| 20     | Comrade Hammer                  | 21 de febrero de 1987    | Dave Ketchum & Tony Di Marco                        | Bruce Bilson    |
| 21     | Jagged Sledge                   | 21 de abril de 1987      | Christ Ruppenthal & Doug Molitor                    | Reza Badiyi     |
| 22     | The Spa Who Loved Me            | 28 de abril de 1987      | Tino Insana & Robert Wuhl                           | Jackie Cooper   |

### Segunda temporada (1987-1988)
| Número | Título                                           | Fecha de emisión         | Guionistas.                                       | Director.       |
| ------ | ------------------------------------------------ | ------------------------ | ------------------------------------------------- | --------------- |
| 1      | A Clockwork Hammer                               | 17 de septiembre de 1987 | Alan Spancer; Chris Ruppenthal                    | Reza Badiyi     |
| 2      | Big Nazi on Campus                               | 24 de septiembre de 1987 | Mert Rich & Brian Pollack; Alan Spencer           | Chuck Braverman |
| 3      | Play It Again, Sledge                            | 1 de octubre de 1987     | David Ketchum & Tony Di Marco; Alan Spencer       | Bill Bixby      |
| 4      | Wild About Hammer                                | 8 de octubre de 1987     | Alan Spencer                                      | Gary Walkow     |
| 5      | The Death of a Few Salesmen                      | 15 de octubre de 1987    | MarkCurtis, Rod Ash, Brooke Kofford, Bret Kofford | Bill Bixby      |
| 6      | Vertical                                         | 29 de octubre de 1987    | Dave Ketchum & Tony Di Marco                      | Reza Badiyi     |
| 7      | Dressed to Call                                  | 5 de noviembre de 1987   | Mert Rich & Brian Pollack                         | Jackie Cooper   |
| 8      | Hammer Hits the Rock (a.k.a. Sledge on the Rock) | 12 de noviembre de 1987  | Mark Curtis & Rod Ash                             | Bill Bixby      |
| 9      | Hammeroid                                        | 26 de noviembre de 1987  | Alan Spencer                                      | Bill Bixby      |
| 10     | Last of the Red Hot Vampires                     | 19 de noviembre de 1987  | Ron Friedman                                      | Gary Walkow     |
| 11     | Sledge in Toyland                                | 3 de diciembre de 1987   | Brian Pollack & Mert Rich                         | Gary Walkow     |
| 12     | Icebreaker                                       | 10 de diciembre de 1987  | Mark Curtis & Rod Ash; Chris Ruppenthal           | Bill Bixby      |
| 13     | They Call Me Mr. Trunk                           | 17 de diciembre de 1987  | Mark Curtis & Rod Ash                             | Seymour Robbie  |
| 14     | Model Dearest                                    | 7 de enero de 1988       | David Ketchum & Tony Di Marco                     | Dick Martin     |
| 15     | Sledge, Rattle & Roll                            | 15 de enero de 1988      | Mert Rich & Brian Pollack                         | Bill Bixby      |
| 16     | Suppose They Gave a War & Sledge Came?           | 22 de enero de 1988      | Chris Ruppenthal                                  | Dick Martin     |
| 17     | The Secret of My Excess                          | 29 de enero de 1988      | Alicia Marie Schudt                               | Dick Martin     |
| 18     | It Happened What Night?                          | 5 de febrero de 1988     | Mark Curtis & Rod Ash                             | Bill Bixby      |
| 19     | Here's to You, Mrs. Hammer                       | 12 de febrero de 1988    | Mert Rich & Brian Pollack                         | Bill Bixby      |

## Anecdotario

### Acerca de Sledge Hammer
- Nació en Passaic, Nueva Jersey, hijo de Jack y Armen Hammer
- Fue parte del equipo de atletismo en la escuela (disparaba en la salida de los competidores)
- Su pieza musical favorita es "Taps"
- Su libro preferido es Guerra y Paz, aunque sólo la primera mitad.
- Vacaciona en Beirut
- Está suscrito a la revista Mejores casas y misiles
- Cree que El francotirador es una comedia
- Su dirección es 625 Stamford St., departamento 12
- Suele utilizar un "ensordecedor" (su propia invención, lo contrario de un silenciador) en su arma
- Además de su arma de mano (un revólver .44 Magnum), posee una bazuca en el maletero de su coche
- En el maletero de su coche, lleva estampado una pegatina con la frase "I Love Violence" (Yo amo a la violencia)
- Dice no temerle a nada, excepto a la paz mundial
- Tiene una silueta de tiro en su armario
- Antes de que un sicario asesine a su vecino, agujereó su pared a tiros porque "nunca le quiso bajar al estéreo"
- Su film preferido no es Harry el Sucio, porque lo encuentra "demasiado violento"
- Posee un fuerte sentimiento patriótico, al punto tal de que si se encuentra a una bandera de Estados Unidos, mientras está destrozando una oficina, se detiene a saludarla y prosigue destruyendo las demás cosas.
- En el episodio "El Duelo del Siglo" se supo que su padre se llamaba "Jack" y que era disparador de precisión en un circo. Haciendo gala de su profesión, supo capturar la atención del público realizando la prueba "Desafiando a la muerte", por la cual atajaba el disparo de una pistola con su boca. Lamentablemente, su amigo y compañero de profesión Dan, comenta que solamente una vez realizó ese truco.

### Otros
- Marvel Comics lanzó un cómic de cortaduración (sólo dos números) basado en la serie.
- Anne-Marie Martin (Dori Doreau) se casó con Michael Crichton desde 1987 hasta 2002, tiempo durante el cual escribió el guion de Twister con su marido.
- Al Jean y Mike Reiss, mejor conocidos por su trabajo en Los Simpson, escribieron para el show.
- Un episodio terminaba con un epílogo que intencionalmente tenía todos los colores mal, como parodia a la tendencia del momento de colorear filmes. La ABC recibió tantas quejas de los televidentes que pensaban que se trataba de un error de transmisión que tuvieron que poner un mensaje grabado en el teléfono que aclaraba que se trataba de un chiste.
- La banda de rock británica Jesus Jones sampleó en uno de sus temas la famosa frase de Sledge Hammer "Confía en mí" en su álbum Doubt.
- La frase "Hammer Time!" fue usada por Sledge en el episodio "State of Sledge", tres años antes de que el rapero MC Hammer la popularizara con su canción "U Can't Touch This".
- En el primer episodio, luego de que le quitan su placa, Sledge se da cuenta de que la próxima vez que le dispare a alguien puede ser arrestado. Frank Debrin dice exactamente lo mismo en Agárralo como puedas, varios años después.
- El físico teórico Mano Singham ha comparado el comportamiento de Sledge Hammer con la política actual sobre el cambio climático en los Estados Unidos de América en su blog.  El título de su ensayo es "Sledge Hammer Bush":  (enlace roto disponible en Internet Archive; véase el historial, la primera versión y la última).
- En uno de los episodios narran el árbol genealógico de Sledge, y se muestra que es descendiente de Iván el Terrible y de Mahatma Gandhi.